# Artūrs Šilovs
Artūrs Šilovs, né le 22 mars 2001 à Riga (Lettonie), est un joueur professionnel de hockey sur glace letton. Il occupe le poste de gardien de but.

## Biographie

### Carrière en club
Il commence sa carrière senior en 2017 avec le HS Riga dans le championnat letton. Il est sélectionné au 6e tour, en 156e position par les Canucks de Vancouver lors du repêchage d'entrée dans la LNH 2019. Il est également choisi au 1er tour, en 11e position par les Colts de Barrie lors de la sélection européenne 2019 de la Ligue canadienne de hockey. Il part alors en Amérique du Nord et évolue une saison avec les Colts dans la Ligue de hockey de l'Ontario. Le 15 février 2023, il joue son premier match avec les Canucks dans la Ligue nationale de hockey face aux Rangers de New York.

### Carrière internationale
Il représente l'équipe de Lettonie au niveau international. Il prend part aux  sélections jeunes. Il dispute son premier championnat du monde en 2022. Il remporte la médaille de bronze lors du mondial 2023.